# Conus eximius
Espèce
Statut de conservation UICN

 LC  : Préoccupation mineure
Conus eximius est une espèce de mollusques gastéropodes marins de la famille des Conidae.
Comme toutes les espèces du genre Conus, ces escargots sont prédateurs et venimeux. Ils sont capables de « piquer » les humains et doivent donc être manipulés avec précaution, voire pas du tout.

## Description
La taille d'une coquille adulte varie entre 22 mm et 58 mm. La coquille est ovale conique et plutôt solide. La spire est largement cannelée et à la base distalement rainurée. La couleur de la coquille est blanche, avec des flammes longitudinales flexueuses brun-rouille, et une bande centrale blanche, avec une rangée de taches tournantes. 

## Distribution
Cette espèce marine est présente du Golfe du Bengale à la Papouasie-Nouvelle-Guinée, au large des Philippines, de Taiwan et du Queensland, Australie.

### Niveau de risque d’extinction de l’espèce
Selon l'analyse de l'UICN réalisée en 2011 pour la définition du niveau de risque d'extinction, cette espèce se trouve en Papouasie-Nouvelle-Guinée, aux Philippines et à Taïwan, et s'étend jusqu'au golfe du Bengale et aux régions avoisinantes Il s'agit d'une espèce très répandue, présente dans une grande partie du Pacifique occidental. Actuellement, rien n'indique que l'espèce est rare ; elle est commune dans certaines parties de son aire de répartition Il n'y a pas de menaces connues, elle est donc classée dans la catégorie " préoccupation mineure ".

## Taxonomie

### Publication originale
L'espèce Conus eximius a été décrite pour la première fois en 1849 par l'éditeur et naturaliste britannique Lovell Augustus Reeve (1814-1865) dans la publication intitulée « Conchologia Iconica, or, illustrations of the shells of molluscous animals »,.

### Synonymes
- Calamiconus eximius (Reeve, 1849) · non accepté
- Conus (Lividoconus) eximius Reeve, 1849 · appellation alternative

## Identifiants taxonomiques
Chaque taxon catalogué par les bases de données biologiques et taxonomiques possède un identifiant qui permet d'établir un point de référence. Les identifiants de Conus eximius dans les principales bases sont les suivants :
AFD : Conus_(Lividoconus)_eximius - BOLD : 650300 - CoL : XXDC - GBIF : 5795776 - iNaturalist : 431964 - IRMNG : 11129509 - NCBI : 536689 - TAXREF : 131183 - UICN : 192407 - WoRMS : 426494